# Tossa de Mar

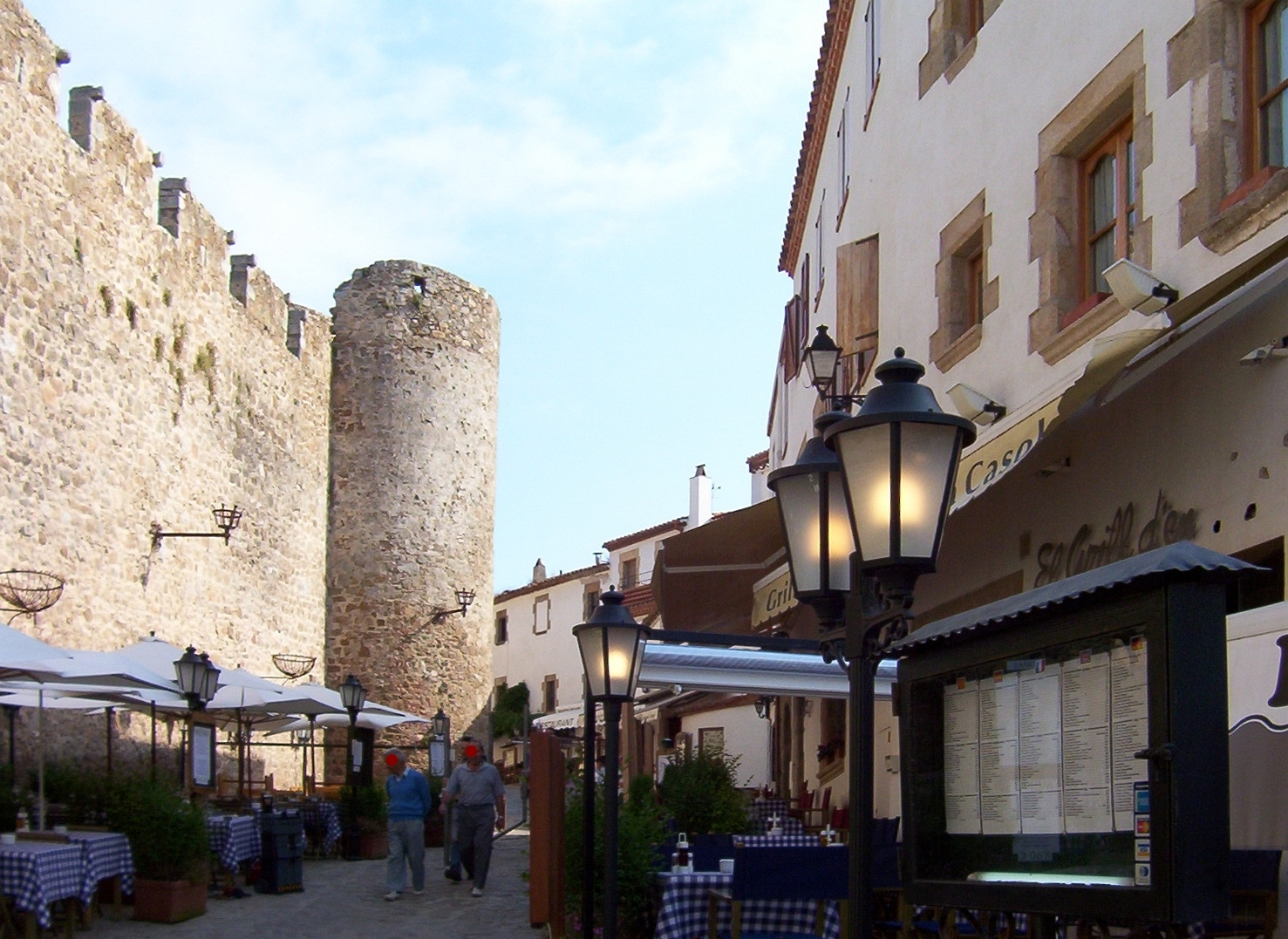
Zona pedonale lungo le mura della città

Tossa de Mar è un comune spagnolo di 5 948 abitanti della provincia di Gerona, nella comunità autonoma della Catalogna, situato su un promontorio della Costa Brava. Antico borgo medioevale, è un centro climatico e balneare frequentato dal mondo degli artisti. Fu un antico insediamento romano col nome di Turissa.

## Storia

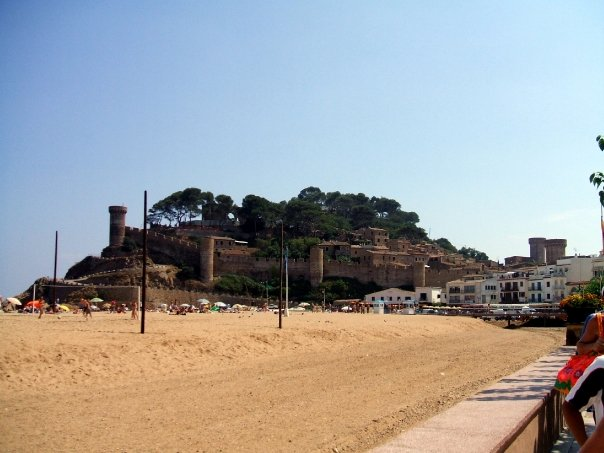
Il castello di Tossa de Mar

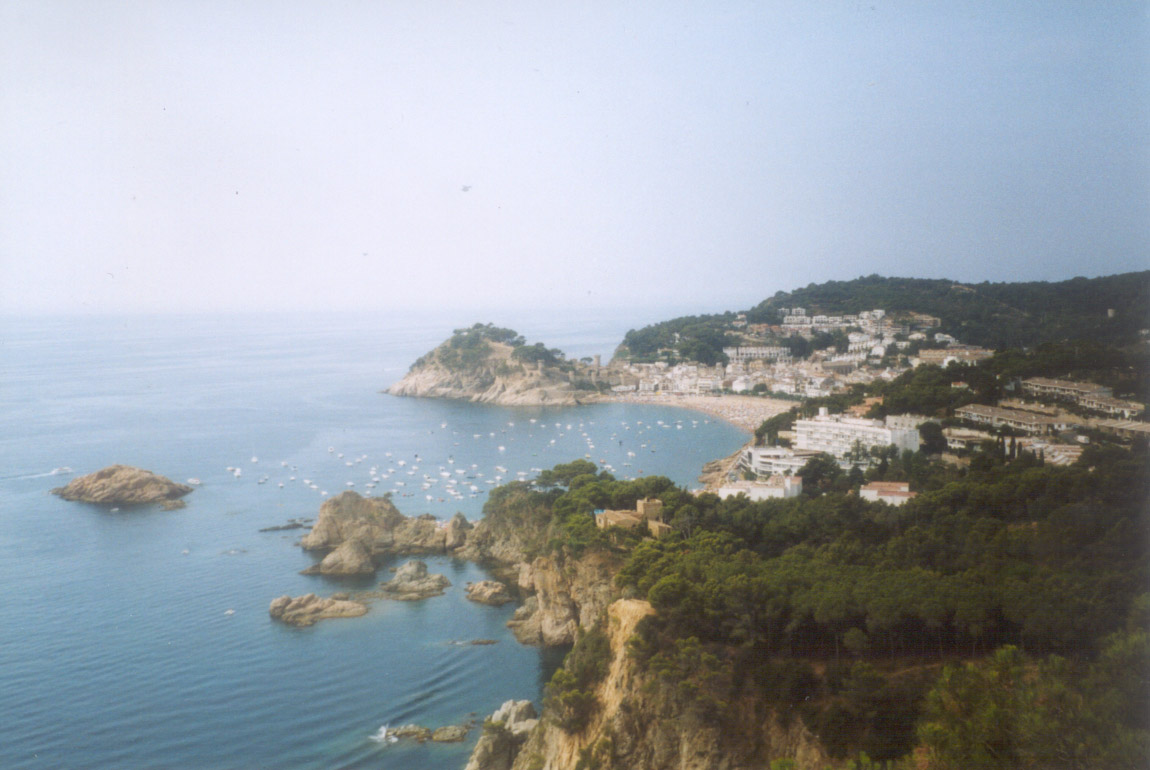
La costa di Tossa de Mar

Il borgo medioevale detto Vila Vella è quasi completamente circondato da mura perimetrali con sette torri e cammino di ronda percorribile del XII secolo. Nella parte alta del borgo vi sono le rovine dell'antica Parrocchiale gotica. Possiede un Museu Municipal, fondato negli anni trenta del XX secolo come museo archeologico, in seguito arricchitosi di opere di artisti che vi hanno soggiornato, tra cui Marc Chagall.
Dal 1914, nei pressi dell'ufficio turistico, sono state riportate alla luce le rovine della Villa Romana dels Ametllers (I secolo a.C. – VI secolo d.C.), con mosaici pavimentali che riportano il nome del proprietario, Salvo Vitale Delix, e il nome della località, Turissa.
Tossa de Mar si trova circondata da spiagge e calette, tra cui le cale Bona e Futadera e le spiagge Grande, Llorell e Mar Menuda. All'interno del territorio comunale svetta il Puig de Cadiretes (519 m s.l.m.) nell'omonimo massiccio.